# Align Technology
Align Technology est une entreprise américaine spécialisée dans la conception et la fabrication de dispositifs d'orthodontie.  Elle détient notamment la marque Invisalign.
Align Technology est coté à la Bourse de New York.
Son siège est à San José en Californie.

## Produits
- Aligneurs transparents (88,9%) : vendus sous la marque Invisalign ;

- Scanners intra-oraux (11,1%) : marque iTero. Le groupe propose parallèlement des prestations de services de scanner.

## Actionnaires
Liste des principaux actionnaires au 13 novembre 2021 :
| The Vanguard Group       | 8,23 % |
| Edgewood Management (en) | 5,66 % |
| SSgA Funds Management    | 3,77 % |
| Sands Capital Management | 3,68 % |
| Gordon Gund (en)         | 3,45 % |
| Lone Pine Capital (en)   | 3,13 % |
| Wellington Management    | 2,39 % |
| BlackRock Fund Advisors  | 2,36 % |
| AllianceBernstein (en)   | 2,09 % |
| Polen Capital Management | 2,07 % |